# Jacques Jourda
Jacques Jourda (né le 24 octobre 1913 à Paris 14e, où il est mort le 31 décembre 2011,,,) a été un des  responsables importants de la Résistance française. Agent général commercial, il a été commandant des Forces françaises de l'intérieur (FFI). Dans ce cadre, il dirigeait le Bureau de liaison des Mouvements Unis de Résistance (MUR). Il est reçu Grand officier de la Légion d'honneur en 1983.

## Contexte historique
Les Mouvements Unis de Résistance, MUR, sont créés à la suite de réunions entre Jean Moulin, Henri Frenay, chef du mouvement Combat, Emmanuel d'Astier de La Vigerie, chef de Libération-Sud, Jean-Pierre Lévy, chef de Franc-Tireur au domicile d'Henri Deschamps à Miribel (en banlieue lyonnaise). Les trois mouvements fusionnement au sein des MUR tout en conservant une certaine autonomie (notamment en termes de publications de journaux). Tous leurs services, excepté la presse clandestine, doivent donc se fondre dans cette organisation unique. Dirigé par Jean Moulin, le comité directeur des MUR est mis en place. En décembre 1943, les MUR se transforment en Mouvement de libération nationale (MLN) en fusionnant avec trois mouvements de zone Nord : « Défense de la France », « Résistance » et « Lorraine ».

## Commandant de la Résistance intérieure française
Fait prisonnier pendant la guerre de 1939, Jacques Jourda est parvenu à s'enfuir du stalag où il était retenu, en se cachant sous un train. Il entre dans la Résistance à Sainte-Maxime, le 4 janvier 1942.
Jacques Jourda est commandant de la Résistance intérieure française, responsable du bureau de liaison des MUR depuis avril 1943. Sous ses ordres, Jacques Jourda, alias « Jacquemin », aura notamment Nicole Clarence, journaliste et artiste peintre, entrée dans la Résistance à Marseille en 1942, alors qu'elle était cheftaine de louveteaux. Active à Grenoble et à Lyon, sous le pseudonyme de « Dominique », dans le réseau Franc-Tireur, elle dirige les agents de liaisons des Mouvements Unis de Résistance (MUR), devenus Mouvement de Libération Nationale (MLN), Elle est arrêtée à Paris en 1944. Déportée à Leipzig, elle s'évade lors d'une « marche de la mort ». Sous-lieutenant des Forces françaises libres à la fin de la guerre, Nicole Clarence est ensuite journaliste à l'agence Magnum et aux hebdomadaires Elle et Madame Figaro. Elle est morte en 2007.
Sous les ordres de Jacques Jourda, Paulette Depesme, née en 1921, pseudonyme « Françoise », est chargée en 1943 de l'expédition et de la réception du courrier pour la zone Sud.
Jacques Jourda est arrêté à Paris par la Gestapo de la rue de la Pompe début août 1944. Il est déporté par le convoi parti le 15 août 1944 de la gare de Pantin (« convoi des 57000 ») à Dachau puis à Buchenwald, il réussit à s'évader en 1945. Ramené au camp de Dora par les troupes américaines, rencontrées dans sa fuite, il est rapatrié par avion à Paris.

## Décorations
- Grand officier de la Légion d'honneur en avril 1983[6].
- Médaille de la Résistance française avec rosette (décret du 24 avril 1946)[11]

## Edmée Jourda
Edmée Jourda née Kahn, l'épouse de Jacques Jourda, membre de la Résistance française, est morte en 2011, deux semaines avant son époux.